# Nancy Wake

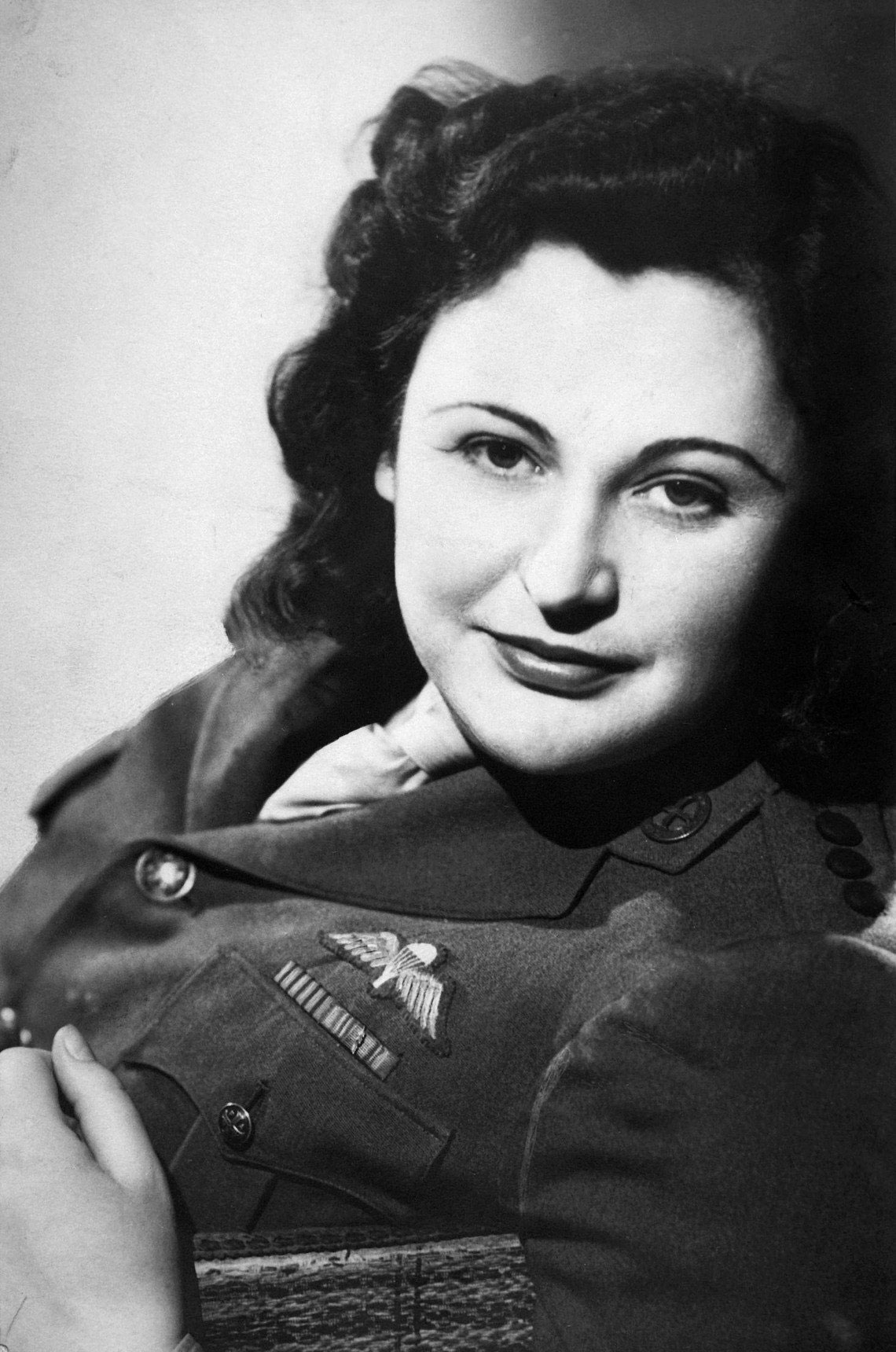
Studioaufnahme von Nancy Wake (1945) (AWM P00885.001)

Nancy Grace Augusta Wake AC, GM (geboren am 30. August 1912 in Roseneath, Wellington, Neuseeland; gestorben am 7. August 2011 im Royal Borough of Kingston upon Thames, London) war die höchstdekorierte weibliche Militärangehörige der Alliierten. Während der deutschen Besetzung Frankreichs im Zweiten Weltkrieg war sie britische Fluchthelferin und Mitglied der französischen Résistance.

## Leben

### Jugend
Wake war die jüngste Tochter von insgesamt sechs Kindern von Ella Rosieur und Charles Augustus Wake. Ihre Urgroßmutter – eine Māori – hatte einen britischen Missionar geheiratet, eine andere Linie ihrer Vorfahren waren französische Hugenotten. Die Familie, die der Vater bald verließ, lebte ab 1914 in Sydney, Australien.
Wake verließ im Alter von 16 Jahren die streng religiöse Mutter und arbeitete als Krankenschwester, bis sie von einer Tante 200 £ erhielt und nach London reiste. In den 1930er-Jahren arbeitete sie in Paris als Journalistin, später als europäische Korrespondentin für die Hearst-Presse. In Wien erlebte sie beim Anschluss Österreichs im März 1938 den Einmarsch von Truppen der deutschen Wehrmacht.
Im Sommer 1936 lernte sie den französischen Unternehmer Henri Fiocca kennen. Anfang 1939 machte der 13 Jahre ältere Fiocca ihr einen Heiratsantrag, Ende 1939 heirateten die beiden. Zum Zeitpunkt der deutschen Besetzung Nordfrankreichs im Juni 1940 lebte sie in einem luxuriösen Appartement in Marseille.

### Résistance
Bald darauf wurde sie Kurier der Résistance und schmuggelte Nachrichten und Lebensmittel ins (bis November 1942) unbesetzte Südfrankreich (Südzone). Sie lieh sich ein Ambulanz-Fahrzeug und transportierte im Rahmen des Résistance-Netzwerks Pat O’Leary Flüchtlinge zur spanischen Grenze, was ihr als Frau eines vermögenden Geschäftsmannes leichter möglich war. Dazu besaß sie falsche Papiere, die ihr Aufenthalt und Arbeit in der unbesetzten Zone („Vichy-Frankreich“) ermöglichten.
Die Gestapo überwachte bald Wakes Telefon- und Postverkehr. Durch verschiedene Identitäten gelang es ihr (Codename Weiße Maus) mehrfach, sich einer Festnahme zu entziehen. Die Gestapo setzte auf ihre Ergreifung ein Kopfgeld von 5 Millionen Francs aus. 1943 stand sie auf der Fahndungsliste der deutschen Behörden in Frankreich. Im Dezember 1943 floh sie aus Marseille; sie wurde in Toulouse von der Vichy-Polizei verhaftet, aber nach vier Tagen wieder freigelassen.
Die Résistance entschied, dass Wake nach London gehen solle. Diese benötigte fünf oder sechs Versuche, um zunächst über die Pyrenäen nach Spanien zu gelangen. In Großbritannien trat sie in den Special Operations Executive (SOE) ein und erhielt eine Agenten-Ausbildung des British Ministry of Defence in Schottland. Dort absolvierte sie ein Überlebenstraining, lernte Nachrichtenübermittlung, Fallschirmspringen, lautloses Töten sowie den Umgang mit Plastiksprengstoff und die Handhabung verschiedener Waffen und Granaten. Sie gehörte neben 430 Männern zu den 39 Frauen der französischen Sektion des SOE, deren Tätigkeit bis in die Nachkriegszeit geheim blieb. Offiziell gehörten sie zur First Aid Nursing Yeomanry.
In der Nacht vom 29. zum 30. April 1944 sprang sie zusammen mit Major John Farmer über der Auvergne in Zentralfrankreich ab. Die beiden wurden von einem Agenten empfangen. Sie organisierten lokale Maquis-Gruppen und rüsteten sie mit Waffen aus. Das Résistance-Netzwerk wurde von 3000 auf 7000 Mitglieder ausgedehnt. Wake steuerte Angriffe auf deutsche Einrichtungen und Militärtransporte in Vorbereitung des Hinterlandes für den D-Day. In einer Aktion legte sie mit einem Fahrrad 500 km in 71 Stunden zurück, um durch erneute Vergabe von Codewörtern den Funkverkehr zu stabilisieren, da ihr „Wireless operator“ im Zuge eines deutschen Angriffs alle Codes zerstören musste. Dabei durchquerte sie mehrere deutsche Kontrollposten. Wake koordinierte die viermal wöchentlich stattfindenden Munitions- und Waffenabwürfe.
Nachdem die SS herausgefunden hatte, dass das Hauptoperationsgebiet der Widerstandstruppe eine Hochebene oberhalb von Chaudes-Aigues war, kam es dort (am Mont Mouchet) im Juni 1944 zu schweren Kämpfen, an denen Wake aufseiten der Maquis-Kämpfer teilnahm.
Wake führte den Angriff auf die Gestapostelle in Montluçon und warf dabei im Gebäude Handgranaten. Bei dem Angriff starben 38 Deutsche. Sie tötete nach eigenen Angaben bei einem anderen Angriff die Wache einer deutschen Waffenfabrik mit einem Genickschlag, musste sich den Rückweg freischießen und traf dabei eine deutsche Spionin tödlich.
Nach der Kapitulation von Paris am 25. August 1944 führte Wake ihre Gruppe nach Vichy-Frankreich. Sie erfuhr dort, dass ihr Ehemann Henri Fiocca bereits am 16. Oktober 1943 von den Deutschen hingerichtet worden war.

### Nachkriegszeit
Nancy Wake arbeitete nach dem Krieg bis 1949 für den Geheimdienst an den britischen Botschaften in Paris und Prag. Dabei entwickelte sie eine tiefe Abneigung gegen den Kommunismus.
In den Jahren 1951 bis 1956 arbeitete sie in Whitehall für die Geheimdienstabteilung des britischen Luftfahrtministeriums (beim Assistant Chief of Air Staff at the Air Ministry). 1957 heiratete sie John Forward, einen britischen RAF-Offizier. 1960 zogen sie nach Port Macquarie, Australien. Sie erhielt zahlreiche Auszeichnungen der Alliierten, darunter die britische George Medal, die Médaille de la Résistance, das Offizierskreuz der Ehrenlegion, das Croix de guerre mit zwei Palmzweigen, die Freiheitsmedaille des US-Präsidenten (Medal of Freedom), das Komturkreuz des Order of Australia (2004) und den neuseeländischen RSA Badge in Gold.
In Australien verfasste sie ihre Memoiren, die 1985 unter dem Titel Nancy Wake erschienen und zum Bestseller wurden. 1987 wurden sie für das Fernsehen verfilmt.
1997 starb ihr zweiter Ehemann, 2001 kehrte Wake nach London zurück. 2003 zog sie in das Star and Garter forces retirement home in der Nähe des Richmond Park (im Südwesten von London); dort lebte sie bis zu ihrem Tod.

## Ehrungen
Der am 26. März 1999 entdeckte Hauptgürtelasteroid (17038) Wake wurde nach ihr benannt.